# Райзенберг
Райзенберг (нем. Reisenberg) — ярмарочная коммуна (нем. Marktgemeinde) в Австрии, в федеральной земле Нижняя Австрия.
Входит в состав округа Баден. Население составляет 1490 человек (на 31 декабря 2005 года). Занимает площадь 17,8 км². Официальный код — 30629.

## Заметные личности
- Ханс Фриба (1899—1986) — контрабасист

## Политическая ситуация
Бургомистр коммуны — Йозеф Зам (СДПА) по результатам выборов 2005 года.
Совет представителей коммуны (нем. Gemeinderat) состоит из 19 мест.
- СДПА занимает 15 мест.
- АНП занимает 4 места.